# Boisavia Anjou
Die Boisavia Anjou (später von SIPA als Sipavia Anjou weiterentwickelt) war ein Reiseflugzeug des französischen Herstellers Boisaiva.

## Geschichte und Konstruktion
Die Anjou war als viersitziges zweimotoriges Reiseflugzeug im Frankreich der 1950er Jahre entwickelt worden. Es war als Tiefdecker in konventioneller Konstruktion und einziehbarem Bugradfahrwerk ausgelegt. Von Boisavia als Reiseflugzeug entworfen, fand es jedoch keinen Markt, sodass nur ein einziger Prototyp gebaut wurde. Die Rechte an der Konstruktion und der Prototyp wurden an SIPA verkauft, die das Flugzeug überarbeitete und mit zwei Lycoming O-360-Motoren ausstattete, trotzdem konnte die Maschine nicht verkauft werden. In einer Zeit, in der vermehrt zweimotorige amerikanische Ganzmetallkonstruktionen auf den Markt kamen, war eine stoffbespannte Stahlrohrkonstruktion nicht mehr Zeitgemäß, sodass die Entwicklung aufgegeben wurde. Pläne für eine gestreckte Version mit drei zusätzlichen Sitzen und Potez-4D-Motoren, wurden ebenfalls nicht weiter verfolgt.

## Varianten
- B.260 – Bosavia Prototyp mit Regnier 4L Kolbenmotoren
- S.261 – SIPA Umbau mit Lycoming O-360-Motoren
- S.262 – geplante siebensitzige Version

## Technische Daten
| Kenngröße             | Daten (B.260)                                                |
| --------------------- | ------------------------------------------------------------ |
| Besatzung             | 1                                                            |
| Passagiere            | 3                                                            |
| Länge                 | 7,10 m                                                       |
| Spannweite            | 12,85 m                                                      |
| Höhe                  | ? m                                                          |
| Flügelfläche          | 21,5 m²                                                      |
| Leermasse             | 992 kg                                                       |
| max. Startmasse       | 1870 kg                                                      |
| Höchstgeschwindigkeit | 260 km/h                                                     |
| Dienstgipfelhöhe      | 7125 m                                                       |
| Reichweite            | 1250 km                                                      |
| Triebwerke            | 2 × bei SNECMA in Lizenz gebaute Regnier 4L-02 mit je 127 kW |